# Бари Киоган
Бари Киоган (ир. Barry Keoghan; Даблин, 18. октобар 1992) ирски је глумац. Добитник је награде БАФТА, а такође је био номинован за Оскара и Златни глобус. Године 2020. The Irish Times га је уврстио у топ-листу најбољих ирских глумаца.

## Биографија
Рођен је 18. октобра 1992. године у Даблину. Мајка му се борила са зависношћу од дроге, а умрла је када је он имао 12 година. Са братом Ериком провео је седам година у хранитељству, у 13 хранитељских домова, пре него што су их усвојили баба, тетка и старија сестра Џема.
У септембру 2021. ступио је у везу с ортодонтисткињом Алисон Киранс, чији је отац из округа Каван. Неколико месеци касније, на Дан мајки у Ирској који се обележава 22 марта 2022, објавио је да очекују дете. Син им је рођен 8. августа 2022. У новембру 2022. преселили су се у Данди.

## Филмографија
| Улоге Барија Киогана |                       |                |                  |             |
| Година               | Српски назив          | Изворни назив  | Улога            | Напомена    |
| 2011.                |                       |                | насилник         | кратки филм |
| 2011.                |                       | Ајдо           |                  |             |
| 2012.                |                       |                | Томи             |             |
| 2012.                |                       | младић         |                  |             |
| 2013.                |                       |                | Бен              | кратки филм |
| 2013.                |                       | достављач пице |                  |             |
| 2013.                |                       | Шон Михан      |                  |             |
| 2014.                |                       | '71            | Шон Банон        |             |
| 2014.                |                       | Красти         |                  |             |
| 2014.                |                       |                | Арон             | кратки филм |
| 2015.                |                       |                | младић           |             |
| 2015.                |                       | Кен            |                  |             |
| 2015.                |                       |                | Шон              | кратки филм |
| 2016.                |                       |                | Џо               |             |
| 2016.                | Нож у нашим леђима    |                | Виндоус          |             |
| 2016.                |                       |                | Шејн             | кратки филм |
| 2017.                |                       |                | Павел            |             |
| 2017.                | Убиство светог јелена |                | Мартин Ланг      |             |
| 2017.                | Данкерк               |                | Џорџ Милс        |             |
| 2018.                | Америчке животиње     |                | Спенсер Рајнхарт |             |
| 2018.                | Црна ’47              |                | Хобсон           |             |
| 2019.                |                       |                | Димфна           |             |
| 2021.                | Зелени витез          |                | чистач           |             |
| 2021.                | Вечни                 |                | Друиг            |             |
| 2022.                | Бетмен                |                | Џокер            | камео улога |
| 2022.                | Духови острва         |                | Доминик Кирни    |             |
| 2023.                | Солтберн              |                | Оливер Квик      |             |

### Телевизија
| Улоге Барија Киогана |                   |               |              |              |
| Година               | Српски назив      | Изворни назив | Улога        | Напомена     |
| 2011.                |                   |               | Дејв Донохју | 3 епизоде    |
| 2013.                |                   |               | Худи 1       | ТВ филм      |
| 2013.                |                   |               | Вејн         | 6 епизода    |
| 2016.                |                   |               | Кормак Девит | 4 епизоде    |
| 2019.                | Чернобиљ          |               | Павел        | 2 епизоде    |
| 2023.                |                   |               | Џони         | 3 епизоде    |
| 2024.                | Господари ваздуха |               | Кертис Бидик | главна улога |